# Juan Manuel Quirós
Juan Manuel Quiroz (n. 1771, m. 1841, y escrito Quirós en algunos documentos) fue, durante años, alcalde de primer voto del Cabildo de Salta. Durante las ausencias de Martín Miguel de Güemes fue con frecuencia gobernador político interino de la provincia. Como militar, actuó bajo las órdenes de Güemes y de José Ignacio de Gorriti, alcanzando los grados de coronel de línea y comandante de gauchos.

## Biografía política y militar
Entre el 13 de julio de 1822 y el 23 de octubre de 1823 fue teniente de gobernador de Jujuy (que todavía no se había emancipado de Salta). También lo fue entre el 6 de abril de 1832 y el 23 de enero de 1833. Durante estas gestiones se enfrentó a los sectores jujeños más pudientes, que rechazaban los impuestos exigidos desde Salta para sufragar gastos ocasionados por la guerra de la Independencia y el papel de Güemes en la misma.
En 1825, durante el gobierno del general Juan Antonio Álvarez de Arenales, se creó el departamento de policía de Salta, designándose como su primer intendente a Juan Manuel Quiroz. Este hecho es recordado por el nombre que porta actualmente el claustro central del cuartel general de la policía salteña, «Patio histórico Primer Intendente de Policía Don Juan Manuel Quiroz». Cuando Arenales fue derrocado, Quiroz fue nombrado interinamente gobernador de Salta, cargo que ejerció entre el 9 y el 14 de febrero de 1827.
Más de una década después, como consecuencia del asesinato del gobernador de Tucumán, general Alejandro Heredia, el hermano de éste, general Felipe Heredia (a la sazón gobernador de Salta), huyó de la provincia y nombró en su reemplazo a una Comisión Gubernativa compuesta por Juan Manuel Quiroz y Manuel Solá. Esta gestión duró entre el 17 de noviembre y el 15 de diciembre de 1838.

## Vida personal y familiar
Nacido en Salta en 1771, era hijo de Ángel Quiroz y de María de los Dolores Arias Velázquez. Poseía una estancia que llevaba por nombre «La Lagunilla», no lejos de la ciudad de Salta. Casó con María Cayetana Avellaneda (n. 1772), salteña, y tuvo por hijo a Pedro Ignacio Quiroz Avellaneda, n. 1809, quien a la muerte de su padre gestionó el cobro de sueldos correspondientes a los guerreros de la Independencia.
Según consta con abundancia de detalles en la compilación de Luis Güemes, Güemes documentado, en 1821 su casa fue saqueada por las tropas realistas del coronel José María Valdez, alias el «Barbarucho». Según Cutolo su familia debió entonces esconderse en los bosques por espacio de ocho días, hasta que se firmó un armisticio con el general realista Pedro Antonio Olañeta.
Su existencia llegó a su fin cuando, en 1841, fue asesinado por desertores del ejército de Oribe, que fueron a su vez fusilados por el gobernador Miguel Otero.